# Gáspár László (pedagógus)
Gáspár László (Doboz, 1937. március 21. – Pécs, 1998. június 23.) nevelésfilozófus, a szentlőrinci Kísérleti Általános Iskola alapítója, első igazgatója, szerkesztő, egyetemi tanár, a neveléstudományok akadémiai doktora.
A népi kollégista mozgalomban szerzett tanulmányai, kapcsolatai és elkötelezettsége nyomán vállalt feladatokat fiatalon a Pajtás újság szerkesztőségében, illetve a Tankönyvkiadónál (1963–1969).
A gyakorlati pedagógiai tapasztalatait tanyai iskolában szerezte, itt értette meg, hogy az iskolafejlesztés és a helyi közösség fejlesztése elválaszthatatlan.
Doktori kutatásait a makarenkói hagyományok korszerű nevelésfilozófiai értelmezésével végezte - summa cum laude végzett.
Ezután maga jelentkezett 1969-ben a hatvanas évek végi társadalmi-nevelésügyi pezsgésben Szentlőrincen olyan kísérleti iskola irányítására, melyben a teljes élettevékenység (az amerikai John Dewey-nél, másképp a német Peter Petersennél is felbukkanó) pedagógiai reprodukciójára kerül sor (tanulás-művelődés, értékteremtés-termelés-gazdálkodás, közéleti-önigazgató tevékenység, szabadidő). A kísérlet feltétele volt: helyben munkavállaló, hagyományos nevelőtestülettel kell kidolgoznia az új program terveit s megvalósítani azt (ebben tudományos szempontok, de a kísérlet bukását váró dogmatikus kortársak gáncsoskodása is belejátszott). Egyedül Csalog Juditot vihette magával - később összekülönböztek a megvalósítás részletein. 1981-ben átadta az iskola vezetését Kocsis Józsefnek, és állást vállalt a pécsi Janus Pannonius Tudományegyetemen.
A helyi és országos konfliktusok után elhagyta a dunántúli várost. 1987-ben szülőhelyéhez közel, a békési Sarkadon kapott lehetőséget a kísérlet középiskolai folytatására az Ady Endre Kísérleti Középiskolában.
A megalakuló MSZP választmányi tagja lett. A rendszerváltás utáni első oktatási kormányzatnak nem volt kegyeltje, a sarkadi kísérlet befulladt.
1994-től a megyeszékhelyen létrejött Kőrösi Csoma Sándor Tanítóképző Főiskolán tanított, majd  az ország első magánegyetemén indított innovátorképzést.
Pécsre hívták a Felnőttképzési Intézetbe. A kinevezés körüli újabb bonyodalmakban szerzett második szívinfarktusba belehalt.
A Kemény Gábor Iskolaszövetség alapítója volt, ennek folyóirata, az Embernevelés alapító főszerkesztője.

## Fő művei
- Pedagógiai problémák egy tanyasi iskolában. Tankönyvkiadó (1963)
- A társadalmi gyakorlat szükségletei és az általános nevelés tartalma. Budapest: Akadémiai Kiadó (1977)
- Egységes világkép, komplex tananyag. Tankönyvkiadó (1978)
- A szentlőrinci iskolakísérlet. Tankönyvkiadó (1984)
- A szubjektumok termelése. Kossuth (1987)
- Az iskolakérdés. OKKER (2003)